# 高山冷蕨
高山冷蕨（学名：Cystopteris montana），为蹄盖蕨科冷蕨属下的一个植物种。